# 돌리옵시스과
돌리옵시스과(Doliopsidae)는 탈리아강 돌리올룸목에 속하는 피낭동물과의 하나이다. 2속 3종으로 이루어져 있다.

## 하위 속
- 돌리오룰라속 (Doliolula) Robison, Raskoff & Sherlock, 2005
  - Doliolula equus Robison, Raskoff & Sherlock, 2005 - 동태평양[2]
- 돌리옵시스속 (Doliopsis) Vogt, 1854
  - Doliopsis bahamensis (Godeaux, 1998) - 북대서양 서부
  - Doliopsis rubescens Vogt, 1854 - 지중해